# Fra Sønderjylland
|  | Denne artikel er oprettet af botten PalnaBot ud fra en ekstern database. Den kan derfor have sproglige fejl eller mangler. Denne skabelon kan fjernes efter kontrol af indholdet. |

Fra Sønderjylland er en film med ukendt instruktør.

## Handling
diverse klip fra Sønderjylland: Ved 'Bøndergårdene' i Haderslev, to mand går i have. Torvet i Haderslev med statue af tysk soldat. I dagbladet "Dannevirke's have ses Nicolaj Svendsen, Lebeck og Peter Fuglsang. Bag Domkirken i Haderslev. OVERSPRING. Præsten i Hoptrup. Det tyske mindesmærke i Tinglev. Udsigt over Åbenrå. Folkehjem med H.P. Hanssen og andre. Vandmølle. Sø. Marker med heste. Krigergrave ved Dybbøl. Dybbøl mølle. Mindesmærker. Fink foran gravstedet, med de to faldne danske dragoner, ved sit hus (De vog dem. Vi grov dem). Marker. Folk står i kø med madspande. Augustenborg. (?). Gamle koner. Natur. Landlig idyl. Heste og køer på marker. I en havn går danske soldater ombord i et mindre fartøj og sejler bort. Stor færge ses i baggrunden. Soldaterne sejler ud for at møde et dampskib med hjemvendende Sønderjyske krigsfanger (?)